# Temática de Los Simpson
La ciudad ficticia de Springfield, el escenario donde tiene lugar la serie de televisión estadounidense Los Simpson, actúa como un universo completo que permite a los personajes enfrentarse a los problemas de la sociedad moderna. El tener a Homer Simpson trabajando en una central nuclear permite comentar el estado del medio ambiente.
Seguir los años de Bart y Lisa por la Escuela Primaria de Springfield permite a los guionistas de la serie ilustrar asuntos controvertidos sobre el tema de la educación. La ciudad posee además un amplio número emisoras de televisión que permiten a los realizadores hacer chistes sobre sí mismos y el mundo del entretenimiento.
Algunos comentaristas han notado que la serie es política en su naturaleza y susceptible de un sesgo de izquierdas.
Al Jean admitió en una entrevista que "Nosotros [la serie] somos de inclinación liberal".
Los escritores a menudo evidencian su inclinación por ideas progresistas, pero hacen chistes con todo el espectro político.
La serie a menudo presenta gobiernos y grandes empresas como entidades insensibles dispuestas a aprovecharse del trabajador medio. Por tanto, los guionistas a menudo presentan las figuras de autoridad con una luz oscura y desfavorable. En Los Simpson, los políticos son corruptos, los ministros eclesiásticos (como el reverendo Lovejoy) se muestran indiferentes hacia los feligreses y la policías locales son unos incompetentes.
La religión es otro de los temas principales, en tiempos de crisis la familia frecuentemente vuelve sus ojos a Dios y la serie se ha ocupado de la mayoría de las religiones mayoritarias.

## Especiales de Halloween
Al principio de cada temporada, se suele emitir un especial de Halloween en el que la familia Simpson sufre aventuras terroríficas y anormales. Estos episodios están compuestos por tres cortos protagonizados por zombis, extraterrestres, fantasmas, maldiciones, etc.
También se han hecho homenajes a otras series, películas, personas y al poema El cuervo de Edgar Allan Poe, entre otras cosas. Cabe señalar que estos capítulos no alteran la trama original de la serie, por lo que los guionistas se permiten matar o alterar significativamente alguno de los personajes. Además, los nombres que aparecen habitualmente en los créditos son ligeramente modificados de modo que se incluyen palabras relacionadas con el terror y con Halloween.
En todos los especiales del Día de Brujas aparecen los extraterrestres de la serie: Kang y Kodos.
El primer especial de Halloween no se realizó hasta la segunda temporada. No siempre se han emitido durante la semana del 31 de octubre. Algunos capítulos de los especiales de Halloween se trasmitieron entrado el mes de noviembre. De hecho, en una ocasión Kodos comenta a Kang: "Tontos humanos, emiten un especial de Halloween en noviembre".

## Política
La serie, aunque ironiza y critica a todos los partidos políticos, tiene claramente una ideología progresista. Lisa Simpson, el personaje que se erige en modelo de rectitud moral y conciencia cívica en la serie, tiene una clara tendencia liberal (en el sentido estadounidense del término), es decir, hacia la izquierda en temas sociales y económicos. Lisa es ecologista y budista, lo que acentúa su lejanía del mainstream occidental en lo cultural y económico. Marge Simpson, otro personaje con un perfil más o menos positivo en la serie, ha sido votante demócrata y feminista en su juventud. La madre de Homer se muestra como una idealista activista y pacifista de izquierdas, que estuvo contra la guerra de Vietnam y que es perseguida por el señor Burns por estar ella en contra de la energía nuclear. Nótese que todos estos personajes ejemplares son mujeres, evidenciando también una inclinación feminista de la serie.
La otra cara política en la serie la representan personajes amorales o ruines como el señor Burns, Krusty el Payaso, el Texano Rico o el Doctor Hibbert, los cuales adhieren al Partido Republicano, cuya sede en Springfield es un castillo de terror. Por su parte, Ned Flanders encarna el papel del fundamentalista de derecha en temas morales. 
Sin embargo, también se hacen bromas con el Partido Demócrata. El alcalde Joe Quimby, que es de ese partido, es corrupto, mujeriego, planta marihuana en su propia casa y habla con acento de Boston, emulando el estilo que se atribuye a miembros de la familia Kennedy, la cual aparece desprestigiada en la serie.
Muchos de los Presidentes de Estados Unidos han aparecido en la serie como personajes en capítulos puntuales: John Fitzgerald Kennedy, Richard Nixon, Gerald Ford, Jimmy Carter, Ronald Reagan, George H. W. Bush y Bill Clinton. Nixon es el que peor imagen adquiere en la serie, apareciendo como un Presidente corrupto y sin escrúpulo alguno.

## Drogas
En Los Simpson, la actitud frente a las drogas se expresa en un rechazo absoluto al tabaquismo, un fuerte rechazo aunque menor hacia el alcoholismo puesto que se presta para situaciones graciosas en la serie, y una actitud benévola e incluso de fomento hacia las drogas ilegales, especialmente la marihuana.
Lo anterior se evidencia en que los consumidores de tabaco son personajes repulsivos o decadentes, como Selma y Patty Bouvier, las suripantas o mujeres fáciles con que Homer y Ned Flanders se casaron en Las Vegas, entre otros. La serie aprovecha aquello para extender una fuerte crítica a las corporaciones tabaqueras, ejemplificadas en la marca Laramie.  
Las alusiones a las drogas ilegales son muy frecuentes. Durante un capítulo se puede ver a Homer fumando marihuana, emborrachándose, etc. En el capítulo Bart to the Future, en que un brujo indio predice que Lisa alcanzará la presidencia de Estados Unidos, Bart le dice a Lisa cuando esta es presidenta "legalízala" (en clara referencia al hachís y la marihuana). También hay un episodio en donde Marge se pregunta "¿Qué estará haciendo Bart?" y Homer le responde "No sé. ¿Vende drogas?".
En el capítulo The Last Temptation of Homer, Homer dice: "No debí haber aspirado ese polvo blanco que encontré en el estacionamiento".
En el episodio Team Homer, el señor Burns alucina oliendo éter.
En el capítulo Weekend at Burnsie's en el que unos cuervos le dañan los ojos a Homer, el Dr. Hibbert le receta marihuana para soportar el dolor y Homer se vuelve adicto a ella. Sin embargo, al inicio de dicho episodio, Homer no estaba convencido acerca de consumir drogas porque había tenido malas experiencias con ellas en su juventud, cuando ocultó un porro de marihuana en su entrepierna y un perro policía le mordió allí.
En el episodio The Mysterious Voyage of Homer, Homer come un pimiento (chile picante o ají) muy picante y experimenta un viaje alucinógeno. Y en el capítulo donde Moe decide modificar su bar para convertirlo en un sitio de diseño, Homer, Carl, Lenny y Barney están inhalando oxígeno medicinal; después, Homer se retira y vuelve al tanque que contiene este medicamento, dando a entender que es una droga muy adictiva.
En otro capítulo viene la policía a casa y Marge dice "Viene la policía, Homer", él responde "Marge, han descubierto lo de las drogas", Marge afirma "¡No tenemos drogas!" y Homer replica nervioso: "Ah, eees cieeerto".
En otro capítulo, Bart le pide a Marge que le compre una goma de mascar de morfina.
En el episodio en que Homer se vuelve hippie y va a vivir con dos amigos de su madre, que trabajan haciendo bebidas naturales, los hace alocarse, pero termina destruyendo la fábrica de bebidas haciendo que los dos amigos no puedan entregar un pedido. Homer se propone a ayudarlos y entra por la noche a cosechar pero lo que había no alcanzaba para el pedido, así que descubrió un campo camuflado y utilizó todo lo que encontró allí. Al siguiente día Homer le dice a los hombres lo que hizo y ellos se notan muy nerviosos, porque resultaba evidente que lo que cultivaban allí era peyote. Luego se ve a varios habitantes de Springfield ingiriendo la bebida y experimentando viajes alucinógenos.
Son muy frecuentes las alusiones que hace Krusty el Payaso a sus problemas de adicciones. En un episodio se colocaba parches de nicotina en todo el cuerpo, y en otro, 'Round Springfield, achacaba todos sus problemas a su adicción al Percodan. Una grabación de los años setenta le muestra en estado de euforia que el mismo atribuye a alguna droga inconcreta.
En el episodio Grampa vs. Sexual Inadequacy, Homer y el abuelo Simpson preparan un afrodisiaco mezclando varios ingredientes en la bañera del abuelo, finalmente resultando una droga que funcionaba como potenciador sexual debido a la cantidad de gérmenes que contenía la bañera.
Otras alusiones a las drogas hacen acto de presencia en el capítulo Brother's Little Helper en el que se le recetan a Bart unas cápsulas para aumentar su concentración en los estudios o en el episodio The Canine Mutiny, donde un perro policía lame a un ciego y le saca un paquete de marihuana del bolsillo del pantalón.
En el episodio E-I-E-I-(Annoyed Grunt), Homer, huyendo de un duelo pactado con un texano, va a la vieja granja de su padre. Al no poder cosechar nada después de múltiples intentos, siembra diversas semillas al mismo tiempo, entre ellas, tabaco y tomate. Homer echa plutonio al campo de siembra y, como resultado, brota una fruta única y tremendamente adictiva, a la que llamaron tomacco, mezcla de tabaco y tomate. La familia, al ver el potencial adictivo de la nicotina, está a punto de vender la planta a una gran compañía tabacalera por ciento cincuenta millones de dólares. Homer pide ciento cincuenta mil millones a los empresarios pero no consigue realizar la transacción porque la única planta de tomacco que le queda después de que los animales de las granjas vecinas acaban con la cosecha, le es robada por una de las ejecutivas de la tabacalera. Ella huye en un helicóptero que después es derribado y explota a consecuencia de una oveja que había subido al vehículo para apoderarse de la única planta.
En el capítulo The Computer Wore Menace Shoes, Homer, Marge y toda la familia son llevados a "La isla", donde son continuamente drogados para que olviden lo que saben acerca de la vacuna contra la gripe, que es una droga que incentiva el consumismo de la gente antes de Navidad, con el objetivo de vender más.
En el episodio 200, Trash of the Titans, Homer malgasta el presupuesto de un año en un mes, se le ocurre una idea y decide llevar a su familia a ver esa idea. En el camino pregunta a su familia si la adivinan, todos responden "¿Con drogas?" Homer dice "No, es con algo mucho mejor".
Llegan a una mina abandonada donde camiones de todos los estados vienen a tirar su basura. Lisa decepcionada dice; "hubiera preferido que fueran drogas", a lo que Bart responde: "En parte lo son" y se ve un camión de Nueva York arrojando jeringas y armas.
En otro capítulo, mientras Marge hace una venta de garaje, algunos habitantes de Springfield le compran medicinas en secreto y cuando atrapan a Marge, el Jefe Wiggum le dice "La Madrina" en alusión a la película "El Padrino".
En un capítulo, una terrible epidemia de gripe llega desde Japón, y los ciudadanos acuden a la clínica del Dr. Julius Hibbert pidiendo una cura, a lo que Hibbert responde "Todo lo que puedo darles son placebos". La multitud, desesperada, los busca en un camión, pero dicho vehículo contenía abejas y una de ellas es comida por un personaje de reparto.
En el capítulo Lisa's Sax, un inspector sanitario registra la Taberna de Moe y encuentra una jeringa en su copa, a lo que el Moe responde nervioso: "Es para probar el vino".
En el episodio Barting Over, cuando la familia va a visitar a Bart, Marge se apena de un vago y le da dinero "para que se compre un traje", pero el vago actúa como loco y responde "¿Traje, traje? ¡Traje drogas!", una obvia señal de que usaría el dinero para comprar drogas y no un traje.
En el episodio de la decimoctava temporada The Mook, the Chef, the Wife and Her Homer se muestra que, mientras estaban en el autobús de Otto se encuentran con la banda de rock Metallica y Otto se pregunta a sí mismo si ingirió drogas. Una ilusión de un dragón le dice: "Sí, pero ellos no son una ilusión".
Existen varias escenas subjetivas con alucinaciones producidas por alguna sustancia en principio no narcótica: bicarbonato, chiles picantes, sirope para batido, agua en una atracción de parque temático, etc.

## Homosexualidad
La serie muestra en diversos capítulos a modo de burla, el rechazo de la homofobia. En general se observa en Springfield una población tolerante con la diversidad sexual, conducta que se ha incrementado conforme ha avanzado la serie. 
Han salido muchos homosexuales en la serie, además de haberse legalizado las bodas gay en Springfield con el objetivo de atraer ganancias. Los más conocidos son Waylon Smithers (el ayudante del Sr. Burns), Patty (la hermana de Marge), Duffman y el conjunto de acerías Ajax de EE. UU. 
La primera escena homosexual dibujada en la serie está incluida en el episodio Simpson And Delilah. Homer, ahora un ejecutivo en la central nuclear, contrata a un secretario extremadamente efectivo y elegante que acaba besando (y palmeando el trasero) a Homer. Aunque no aparece en ningún episodio posterior, sí se le puede ver bailando con un hombre en el vídeo musical Do The Bartman.
En el episodio Bart to the Future, donde un indígena le muestra su futuro a Bart, se puede apreciar a los hijos de Ned Flanders, Rod y Tod, limpiando un mueble de una manera muy amanerada.
También se suele pensar que Milhouse Van Houten es homosexual pues en el episodio Lisa's Sax, el psicólogo de la escuela, Loren Pryor se lo dejó entrever a la familia Simpson, aunque a Milhouse siempre se lo ve enamorado de Lisa.
Asimismo, en el episodio A Fish Called Selma se planteó que el famoso astro de cine Troy McClure era homosexual, e incluso se insinuó que mantenía relaciones sexuales con peces. Para eliminar ese rumor se casó, si bien el matrimonio apenas duró unos días, con Selma, la hermana de Marge.
En otro capítulo, donde el director Skinner manda a llamar a Marge y Homer sobre la conducta de Bart, en la ventana se asoma este manipulando un bastón y con uniforme de bastonera de la primaria. Homer se ríe y dice "al fin ya salió del armario", que es lo mismo que el clóset.
El propio Homer se fue a vivir con dos homosexuales cuando tuvo una crisis en su matrimonio en el episodio Three Gays of the Condo, dándole un beso a uno de ellos, escena que fue censurada en algunos canales. Al final de ese episodio Marge besa a Homer y él dice "es el mejor beso hasta ahora" y luego piensa "o no?"
También se dice que el compañero de clase de Bart, Martin Prince, es homosexual por ejemplo, por disfrazarse de hada y porque en el episodio There's Something About Marrying, donde se legalizan las bodas gay, Nelson dice que "legalizan los funerales gay, empezando el de Martín", también en el capítulo Replaceable You se lo ve agarrando las manos a un niño y a una niña y él se fija en el niño.
Además ha habido muchísimas otras ocasiones en donde ha aparecido o se ha insinuado la homosexualidad en la serie, como en el episodio A Star is Burns donde se celebra un festival de cine en Springfield, cuando el jefe Wiggum dice: "Al fin podré maquillarme".
En el episodio Lost Our Lisa, el Jefe Wiggum se disfraza de mujer y cuando le roban el bolso dice: "¡Auxilio, detengan a ese hombre espantoso!".
También se ha insinuado mucho sobre la homosexualidad de Lenny y Carl. En el citado episodio donde se legalizan las bodas gay, Homer ejerce de sacerdote y trata de casarlos, a lo que Marge responde "No los apures, tienen que resolverlo por sí mismos".
En el episodio Treehouse of Horror XIII Carl le dice "¿Ves el cielo, Lenny? ¿Cómo es?" y Lenny ve unos ángeles con la apariencia de Carl y se pone feliz.
Incluso en un gag del sofá de la decimoséptima temporada se ve a Lenny y Carl casados como padres de Bart, Lisa y Maggie en el año 2010. También hay un capítulo donde, estando en un campo de petróleo, Lenny dice que no tiene razón para subir a un helicóptero y salvar su vida, hasta que aparece Carl y Lenny sube corriendo. En ese mismo episodio, se ve cómo Lenny le ha tallado un monte a Carl. En otro episodio, muchos habitantes de Springfield ven en las estrellas del cielo lo que más les gusta, y Lenny ve a Carl.
Sin embargo, hay otros casos, como el episodio HOMR en el que Homer se vuelve inteligente, Carl dice "Con un protector no puedo mantener a mi familia". También en el episodio donde Marge hace esculturas de palitos, después de que Homer las choca con su camión de helados y quedan todas mezcladas, Lenny dice "No puedo decir donde el cuerpo de Carl termina y comienza el mío" y Carl le responde "Por decir cosas como esa es que la gente piensa que somos gay".
El propio Homer en muchas veces es puesto en situaciones amaneradas. Un ejemplo podría ser en Secrets of a Successful Marriage, donde Homer le dice a Bart en la casa del árbol: "Sin la presencia de un hombre en la casa, puedes volverte afeminado en un segundo... [Pone voz de amanerado:] ¡Ay, esta grasa no se quita!".
En el episodio The Springfield Connection Marge consigue trabajo como policía y Homer se preocupa, alegando que él tendría que hacer el papel de mujer, a lo que Marge contesta: "Siempre serás el hombre de la familia", y luego se besan. Pero cuando lo hacen, Homer levanta el pie en una pose femenina típica.
Asimismo se ha llegado a insinuar lo mismo con Bart y el abuelo en formas más que evidentes. Por ejemplo, en el episodio Two Dozen and One Greyhounds, Bart no tiene ropa que ponerse, ya que esta había sido destruida por unos cachorros, y se presenta ante Homer vistiendo calcetines de niña. Homer le pregunta por qué los lleva y él dice que es para hacer juego con la falda.
En el episodio Homer's Phobia, cuando Marge va a empeñar una antigua figura de la Guerra Civil, se encuentra con un hombre homosexual llamado John (Javier en Hispanoamérica) que empieza a salir mucho con la familia Simpson. En dicho episodio Homer teme que Bart sea homosexual y lo lleva de cacería.
Otro momento de la serie donde se presenta la homosexualidad es cuando Kent Brockman pasa por televisión una serie de nombres que según él son homosexuales, pero a una velocidad a la que no se pueden percibir. Entre los nombres, se encuentran Matt Groening (creador de la serie y primero en la lista), Johnny Neutrino (una obvia parodia a Jimmy Neutrón, el niño genio) y el símbolo que durante una época usó el cantante y compositor Prince para sustituir su nombre.
Son numerosos los episodios en los que se insinúa la homosexualidad de Smithers. Un momento homosexual es cuando el señor Burns le pregunta al señor Smithers, que cuál ha sido un sueño deseado; ahí el señor Smithers imagina al señor Burns entrar desnudo por su ventana. En el capítulo Three Gays of the Condo se lo ve a Smithers circulando por un barrio típicamente homosexual, y es reconocido por un grupo de gais de la zona, lo que da a entender que la frecuenta.
En el capítulo Lisa vs. Malibu Stacy se observa que, al encender su computadora, aparece en el monitor la imagen de Burns que sugestivamente dice "Usted siempre me enciende". Cuando un falso ángel predice el fin del mundo, Smithers exclama: "¡Que lo sepa el mundo!", y besa al señor Burns, pero afirmando luego que se trataba solo de una expresión de afecto. En el capítulo Future-Drama se observa una visión del futuro en la que Bart se encuentra con Smithers acompañado de una mujer, Bart dice "Pensé que usted era..." A lo que Smithers responde "Soy hetero siempre que me ponga ésta inyección cada 10 minutos...(se la inyecta) Mmmm me chiflan las domingas!!".
En Los Simpson: la película se muestra que, mientras Bart patina desnudo, Ralph lo ve y dice "Ahora me gustan los hombres". También se ve en la película a dos policías que salen del coche, se besan apasionadamente y entran a un baño público. También, en una escena donde varios padres de familia le reclaman a Homer porque Bart les platica cosas de adultos, el jefe Wiggum dice "ahora mi Rafita toma la píldora", sabiendo que solo y es común que la tomen las mujeres.
Una vez Moe amenazó a Homer, Lenny, Carl y Barney de delatar al que sea gay, y todos se asustaron.
En el capítulo How the Test Was Won de la Temporada 20 se puede ver que Homer imagina los accidentes que le pueden pasar a las amigas de Marge, pero luego se puede apreciar que se da un beso apasionado con Lindsey Naegle.

## Ecología
La serie es de las que más critican a las multinacionales y gobiernos por no preocuparse del medio ambiente y de la destrucción de la naturaleza. Además se preocupa mucho de temas como la contaminación y el cambio climático. En la familia Simpson, nadie se preocupa por el medio ambiente, excepto Lisa, que es ecologista y vegetariana. En el episodio Lisa the Tree Hugger, ella, enamorada de un ecologista, se va a vivir a la cima de una secuoya para evitar que la talen. Pero una vez, al ver unos zapatos en un escaparate, dice: "Están hechos de animales, pero bueno...", lo que demostraría que a veces no le importa la naturaleza.
En el capítulo The Old Man and the Lisa, Montgomery Burns pierde toda su fortuna y Lisa le ayuda a recuperarla reciclando y reutilizando la basura.
Por otra parte, y de manera irónica, en el episodio Bart's Comet la contaminación es la responsable de que la ciudad de Springfield sea salvada del impacto de un cometa descubierto por Bart, ya que, el cometa, al entrar en la atmósfera contaminada de la ciudad es desintegrado por esta. Pero en otro capítulo, Trash of the Titans, la ciudad tiene que ser trasladada a kilómetros de distancia debido a la cantidad de basura que hay acumulada en esta.
Otro ataque a las fábricas despreocupadas es el capítulo Two Cars In Every Garage And Three Eyes On Every Fish. En él, Bart pesca un pez mutante debido a los residuos radiactivos de la central nuclear, justo antes de las elecciones municipales a las que se presenta el Sr. Burns. Este trata de justificar la atrocidad que ha causado su central haciendo creer que el pez es evolutivamente superior y que además es sabroso.
De hecho, la trama de la película de Los Simpson se desarrolla gracias al desastre ecológico que desencadenó Homer en el lago Springfield.

## Desnudos
La desnudez es algo que se ve casi en cada episodio. Homer destacaría en este campo. En el capítulo Natural Born Kissers, Homer y Marge viajan desnudos en un globo y por accidente Homer cae en una iglesia con techo de cristal y se desliza sobre este, mostrando el trasero a los incrédulos feligreses. Posteriormente, Homer y Marge terminan en un partido de fútbol americano desnudos ante cientos de cámaras. Este es el único episodio donde ha salido Marge completamente desnuda.
Bart ha salido en la serie desnudo casi tanto como su padre y Lisa es la única de la familia que no ha enseñado el trasero. No obstante, en el capítulo Selma's Choice, cuando Lisa va a "Los Jardines Duff", un parque de atracciones temático sobre la cerveza Duff, la llevan cubierta solo con una toalla y los guardias de seguridad dicen que estaba nadando desnuda en el estanque ya que estaba ebria por beber el agua en mal estado de una atracción.
A Maggie sencillamente ya se le ha visto desnuda por ser un bebé. Sin embargo, en casi ningún episodio de Los Simpson han aparecido los genitales de algún habitante de Springfield, ni los senos de ninguna mujer. En el episodio Itchy & Scratchy & Marge, se muestran los genitales de la estatua El David, de Miguel Ángel, un caso único en la serie.
El único personaje al que se le han visto los genitales ha sido Bart, ya que en una escena de la película se ven sus partes íntimas, y también se han visto brevemente los genitales de Bart en el episodio Specs and the City.

## Violencia
Las peleas en la serie también son frecuentes, tanto en episodios normales como en los especiales de Halloween y en "Itchy and Scratchy". Un elemento clásico es el frecuente intento de estrangulamiento de Bart por parte de Homer, acompañado con el grito de "¡Pequeño demonio!" en Hispanoamérica (en España lo que Homer suele decir es: "Pero serás..." o "Pequeño demonio...").
También, aunque pase inadvertido, cuando Bart molesta a Lisa de forma cruel, ella lo estrangula igual o más fuerte que Homer. Además, en la película Lisa golpea a Bart por aparecer en el momento menos oportuno.
Son frecuentes las apariciones de "bravucones" (bullies, en inglés) en la escuela, entre los que se destacan Nelson Muntz, Jimbo Jones, Kearney Zzyzwicz y Dolph Starbeam.
Snake es un conocido ladrón local que frecuentemente recurre a la violencia, sobre todo con Apu, a quien asaltó en reiteradas ocasiones a mano armada.

## Muerte
Las muertes suelen producirse en especiales de Halloween. Una excepción serían las de Bola de nieve I, Maude Flanders, Mona Simpson y "Encías Sangrantes" Murphy. Otra muerte sucedida fuera de los especiales de Halloween es la de Frank Grimes, un compañero de trabajo y rival de Homer que muere electrocutado tras sufrir un ataque de ira contra este. Bart muere en el episodio en que es atropellado por el Sr. Burns, pero resucita en el hospital. Al Dr. Marvin Monroe se le creyó muerto durante siete temporadas. Sin embargo, en el capítulo Diatribe of a Mad Housewife, aparece el doctor Marvín Monroe y dice que estaba muy enfermo. Este hecho es contradictorio porque en la serie han aparecido su tumba y un hospital y una escuela de gimnasia en su nombre.
No hay que olvidar tampoco al personaje Hans Moleman, que muere o queda en una situación de muerte segura en 28 ocasiones, aunque nunca se vea su muerte.
A partir de la decimotercera temporada, se observa un aumento de violencia física y psicológica, cuando se alude al tema de la muerte. Claro ejemplo de ello es la regresión que sufre Homer en el capítulo The Blunder Years, al recordar un trauma de infancia con ayuda de su grupo de juegos de entonces: Lenny, Carl y Moe. En este capítulo se ve un cadáver deformado y con un gusano en la cara, cerca de la central nuclear que resulta ser el padre de Smithers que murió salvando a su hijo.

## Armas
El tema del uso de armas es tratado de manera muy poco sutil por la serie, al igual que muchas otras cuestiones. Se muestra a las personas que las utilizan como ciudadanos poco cuerdos y sin un real aprecio por la vida.
Uno de los capítulos que más habla de este tema es The Cartridge Family. En él, Homer quiere comprar un arma, por lo que entra a una tienda y elige una, no sin antes haber apuntado y disparado, sin estar cargada el arma, al dueño. Luego se entera de que tiene un mínimo de espera de cinco días y dice: "¿Cinco días...? ¡Pero yo estoy disgustado ahora!". Pasados los cinco días le dice el dependiente: "La investigación ha revelado que usted es una persona peligrosa, por lo tanto no puede tener más de tres armas". En este mismo capítulo, Homer ingresa en la Asociación Nacional del Rifle, a la que, al parecer, pertenece todo el pueblo. Homer acaba volviéndose adicto al arma, y termina Marge quedándose con ella.
Tampoco se puede olvidar que Maggie Simpson disparó contra el señor Burns en el doble episodio Who Shot Mr. Burns? y que esconde una escopeta en su cuna, con la que salvó a Homer de un tiroteo con unos mafiosos en el episodio Papa's Got a Brand New Badge. También se da a conocer que Bart tiene una increíble habilidad con las armas que supuestamente obtuvo en la escuela pública.
En la primera parte del mencionado episodio Who Shot Mr. Burns Part One, el abuelo Simpson les muestra a la familia un revólver con tres balas y pólvora que según él, usó en la Segunda Guerra Mundial. Aunque Marge enterró el arma, esta fue desenterrada, probablemente por Abraham Simpson.
En el episodio Treehouse of Horror XIII en el que se acuerda cambiar armas por dinero, salen tres cajas llenas de todo tipo de armas de fuego, una lleva el nombre de Homer, otra el de Bart y la última el de Maggie.

## Religión
La aparente religión oficial, según el Reverendo Lovejoy, es la "rama occidental del presbiluteranismo estadounidense reformado" o el "presbiluteranismo americano occidental reformado", la única fe verdadera a decir del Reverendo Lovejoy, lo que sería una mezcla de presbiterianismo y luteranismo, ambas doctrinas reformadas, y por lo tanto, cristianas, pero en otros lo niegan.
En uno de los primeros episodios, Lovejoy da a entender que podría ser un sacerdote católico pero esto es negado por evidencias en otros capítulos. Por ejemplo, en el episodio The Frying Game se enzarza en una pelea en la cárcel con un sacerdote católico que, como él, iba a perdonar sus pecados al condenado a muerte. Esto es parte de la ambigüedad y misterio creado por los guionistas en relación con este y otros temas, como la situación geográfica de la ciudad.
Marge es muy creyente, y Lisa es budista, mientras que Homer y Bart se hicieron católicos en un capítulo en el que decidieron llevar a Bart a un colegio de estos para calmar su mal comportamiento, al final del capítulo Bart terminó fundando una nueva religión que se dividiría para pelear entre sí en una futura guerra santa. Ned Flanders es el más creyente de la serie. Toda su vida está basada en la religión y en reiteradas ocasiones pide consejos al Reverendo Lovejoy antes de actuar. Aun así, en los capítulos Hurricane Neddy, en el que su casa es destruida, y Alone Again, Natura-Diddily, donde muere Maude, su esposa, Flanders renuncia a la religión por un corto período.
Como se ha mencionado antes, Lisa Simpson es budista (al igual que Lenny y Carl) ya que renunció al cristianismo en el capítulo She of Little Faith en el que Homer destruye la iglesia y el señor Burns la reconstruye convirtiéndola en un negocio.
También se hacen muchas referencias a otras religiones como el judaísmo, practicada por Krusty el Payaso, su padre el rabino Krustofski. También, en un episodio, Dolph se retira de sus amigos porque tiene que profesar el judaísmo, mientras reza y se pone su kipá; y el hinduismo, cuyo máximo devoto es Apu, el tendero.
No hay que olvidar cuando, en el mencionado episodio The Joy of Sect —considerado una crítica a las llamadas megaiglesias de Estados Unidos—, Homer, Bart, Lisa y Maggie se unen a una secta al igual que toda la ciudad excepto Marge, la familia Flanders, el encargado Willie Lenny y el reverendo Lovejoy.
Asimismo, en el capítulo Maximum Homerdrive, se hace referencia a los Testigos de Jehová.
Se hace referencia también en la serie al confucianismo, en el Treehouse of Horror XIV en el cual, el padre del profesor Frink vuelve a la vida y asesina a Flanders para robarle su saludable corazón. Al borde de la muerte, Ned dice "Oh, el cielo existe... ¿Confucio? No, creo que le atiné al árbol equivocado".
También hay que citar que a lo largo de la serie se han hecho muchas referencias a que "Dios no existe y que todas las religiones son un fraude". El momento más evidente fue en el episodio HOMR, cuando Homer se hace inteligente y descubre haciendo la declaración de la renta que "Dios no existe".
En un capítulo en el que él, Lisa y Bart ven una película en la que llega el Apocalipsis, Homer por temor empieza a hacer sus cálculos para descubrir que el verdadero Apocalipsis llegará y que él tenía que estar en un monte para que Dios lo salvara. Nadie le hace caso y todos perecen menos Homer, quien se salva por ir al monte. Al final le pide a Dios que regrese todo a la normalidad pero él se niega por lo que le hicieron a su hijo. Homer empieza a destruir todo en el cielo y Dios finalmente accede.
Paradójicamente, Homer llegó a fundar su propia religión, si bien fracasó, al igual que lo hizo la de Montgomery Burns. También hay que tener en cuenta que, cuando Dios aparece en la serie, se le dibujan cinco dedos en la mano, mientras que los demás personajes de la serie, solo tienen cuatro.
En el último capítulo de la decimosexta temporada, The Father, The Son, and The Holy Guest Star, se crea un debate entre protestantes y católicos, al convertirse Bart y Homer al catolicismo para horror de Marge, que casi acaba desembocando en una guerra. Al final todo se calma cuando todos acuerdan en luchar contra la homosexualidad y las células madre. Al final del capítulo se muestra que mil años después, Bart se ha convertido en un mesías y la humanidad vive en guerra por las dos religiones que han surgido de Bart.
En un episodio Homer dice que su personaje de ficción favorito es Dios. En el episodio Missionary: Impossible, Homer es enviado contra su voluntad como misionero a Micronesia por el reverendo Lovejoy y Homer argumenta: "Pero yo no creo en Jebús". Tras el despegue de la avioneta, Homer grita: "¡Sálvame Jebúúús!". En la película se disculpa diciendo "Alabado sea Jebús" después de que lo oyeran decir que todos eran idiotas adorando a Dios.
La religión juega un papel muy importante en la temática de esta serie, hasta el punto de que según de Juan, es posible que lo religioso esté presente en un 70% de los capítulos. A pesar del tono de los diálogos y del planteamiento de cuestiones acerca de la identidad divina, Los Simpson siempre abordan la religión desde una perspectiva respetuosa.

## Países
La familia constantemente viaja a otros estados y ciudades de EE. UU., pero también viaja al extranjero y ha visitado países como Japón, Brasil, Australia, Reino Unido (Inglaterra y Escocia), Cuba, Italia, Islandia, Tanzania, Canadá, Francia, Irlanda, Micronesia, China, India, Israel, Dinamarca, España (visitando Barcelona), Perú (capítulo en el que viajan a Machu Picchu), México (aunque solo se muestran fotos de su estancia en Tijuana en el capítulo Kamp Krusty), Costa Rica, Suecia y Marruecos (estos dos últimos en los especiales de Halloween). En el episodio Bart on the Road, en el que Bart alquila un coche con el que va a Knoxville y este se le daña, tiene que trabajar viajando a muchas partes del mundo, como Hong Kong para conseguir dinero para volver a Springfield. Los Simpson han viajado a países de todos los continentes exceptuando la Antártida. En la película se van a vivir a Alaska ya que en Springfield odian a Homer.

## Alcohol
La bebida alcohólica por excelencia es la cerveza marca Duff, aunque también salen muchas otras bebidas, como por ejemplo la Fudd, que probó Homer cuando Moe no le dejó beber en su taberna. En el episodio Flaming Moe's aparece la bebida homónima conocida como "Llamarada Moe". El nombre original de la bebida es "Flaming Homer", traducido como "Flameado de Homer" en España. Su nombre original se debe a que es Homer quien inventa la bebida cuando sus cuñadas vienen de visita y él no tiene cerveza. Es entonces cuando junta licores y el ingrediente principal y secreto, el jarabe para la tos marca Krusty creando la bebida. Posteriormente, Moe le cambia el nombre a la bebida y se la roba haciéndose millonario con ella. En el capítulo Homer vs. The Eighteenth Amendment se prohíbe el alcohol en Springfield y Homer monta una destilería en su casa. En este mismo episodio Bart se emborracha al tomar mediante un cono la cerveza que lanzaron al público del desfile del Día de San Patricio y sale en la televisión, en ese mismo capítulo surge una Duff sin alcohol que no dura mucho, haciendo evidente que la gente quería alcohol, no beber cerveza.
Homer es el personaje de la familia que más veces se ha emborrachado y su vida gira en torno a la televisión y la cerveza. Marge, por su parte también ha tenido algún que otro problema con el Long Island Ice Tea en el episodio The Great Money Caper y Lisa se emborrachó con vino en el episodio The Italian Bob. El personaje de la serie que más problemas con el alcohol tiene sin ninguna duda es Barney Gumble.